# Лаура Маркс
Лаура Маркс (Лафарг) — (26 серпня 1845, Брюссель — 25 листопада 1911, Париж) — діячка французького робітницького руху.

## Життєпис
Друга дочка Карла Маркса. В 1868 році вона одружилася з Полем Лафаргом. З 1868 року проживала у Франції. Після падіння Паризької комуни в 1871 році, вона разом із своїм чоловіком перебувала в еміграції (до 1882 року). Вона була активним учасником Робітницької партії (створеної в 1879 році), брала участь у організації страйків. Вона співробітничала в соціалістичній пресі. Лаура переклала французькою мовою ряд праць Карла Маркса і Фрідріха Енгельса. Вона та її чоловік покінчили життя самогубством.